# Val d'Orger
Val d'Orger is een gemeente in het Franse departement Eure (regio Normandië). De plaats maakt deel uit van het arrondissement Andelys. Val d'Orger is op 1 januari 2017 ontstaan door de fusie van de gemeenten Gaillardbois-Cressenville en Grainville. De gemeente telde 990 inwoners op 1 januari 2022.

## Geografie
De oppervlakte van Val d'Orger bedroeg op 1 januari 2022 10,97 vierkante kilometer; de bevolkingsdichtheid was toen 90,2 inwoners per km².

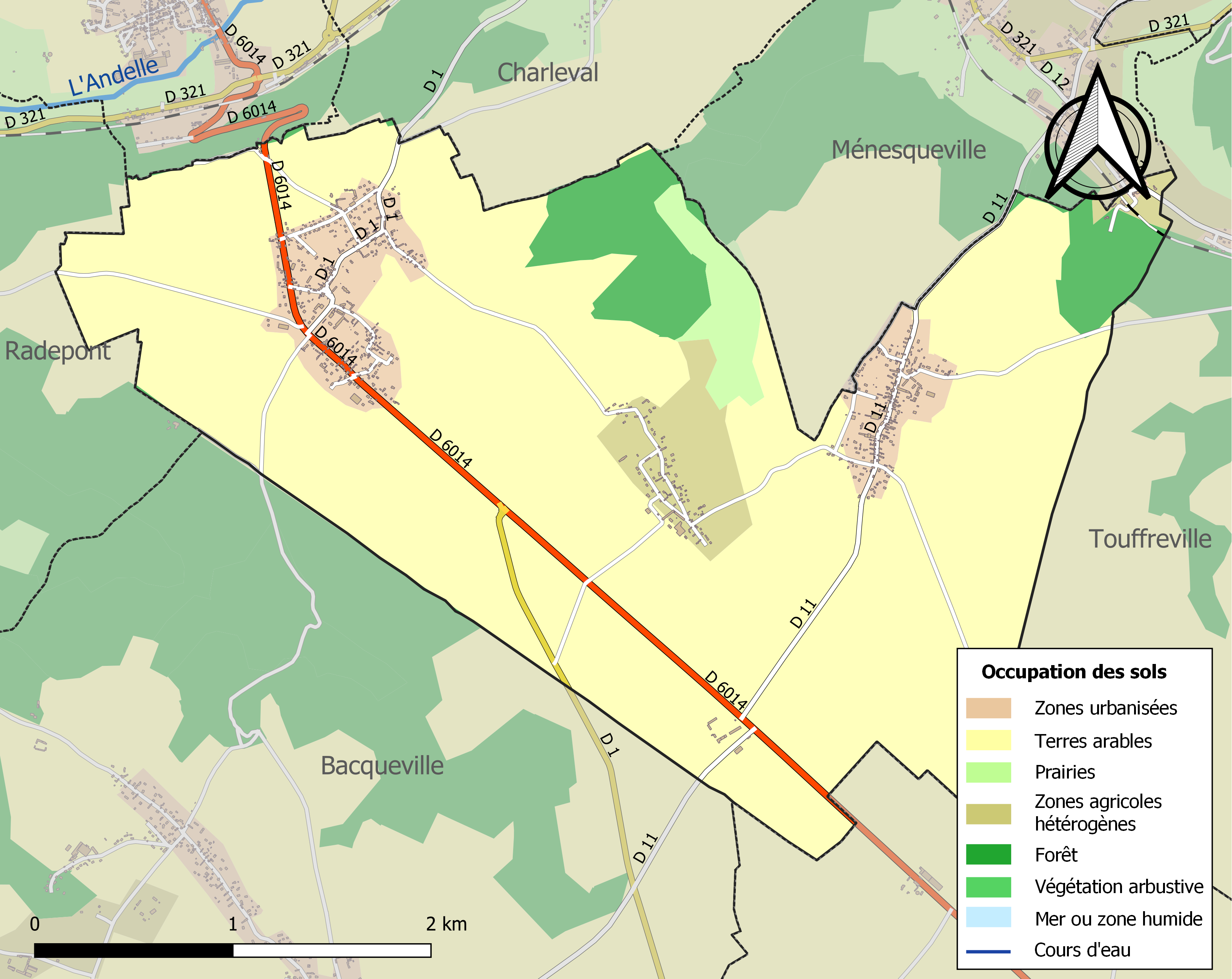
Kaart van de gemeente met belangrijkste infrastructuur, bodemgebruik en omliggende gemeenten